# Tracey Walter
Pour les articles homonymes, voir Walter.
Tracey Walter est un acteur américain, né le 25 novembre 1947 à Jersey City (New Jersey).

## Filmographie

### Cinéma
- 1971 : Ginger : frère de Ginger
- 1973 : Police Connection (Badge 373) de Howard Koch : ?
- 1973 : Serpico : Gamin de rue
- 1977 : Annie Hall : Acteur dans Rob's TV Show
- 1978 : Blue Collar : syndicaliste
- 1978 : En route vers le sud (Goin' South) : Coogan, Moon's Old Gang
- 1978 : The Fifth Floor : Malade mental
- 1979 : Hardcore : Caissier dans un sex shop
- 1980 : Getting Wasted : Space
- 1980 : Le Chasseur (The Hunter) : Rocco Mason
- 1980 : La Fureur du juste (The Octagon) : Mr. Beedy
- 1981 : La Main du cauchemar (The Hand) : Cop
- 1981 : L'Homme dans l'ombre (Raggedy Man) de Jack Fisk : Arnold
- 1982 : Timerider, le cavalier du temps perdu : Carl Dorsett
- 1982 : Honkytonk Man : Pooch
- 1983 : The Horse Dealer's Daughter : Le marié
- 1983 : Rusty James (Rumble Fish) : Alley Mugger #1
- 1984 : La Mort en prime (Repo Man) : Miller
- 1984 : Conan le Destructeur (Conan the Destroyer) : Malak
- 1986 : Comme un chien enragé (At Close Range) : Oncle Patch Whitewood
- 1986 : Dangereuse sous tous rapports (Something Wild) : L'homme au comptoir du restaurant
- 1987 : Malone, un tueur en enfer (Malone) : Calvin Bollard
- 1988 : Mortuary Academy (en) de Michael Schroeder : Don Dickson
- 1988 : Midnight Run : L'homme au comptoir du restaurant
- 1988 : Veuve mais pas trop (Married to the Mob) de Jonathan Demme : Mr. Chicken Lickin'
- 1989 : L'arme du clown (en) (Out of the Dark) : Lieutenant Frank Meyers
- 1989 : Batman : Bob, le bras droit du Joker
- 1989 : Under the Boardwalk (en) : Bum
- 1989 : Voyageurs sans permis (Homer and Eddie) : Tommy Dearly
- 1990 : Young Guns 2 (Young Guns II) : Beever Smith
- 1990 : The Two Jakes : Tyrone Otley
- 1990 : Fenêtre sur Pacifique (Pacific Heights) : Exterminateur
- 1991 : Le Silence des agneaux (The Silence of the Lambs) de Jonathan Demme : Lamar
- 1991 : Liquid Dreams (en) Cecil
- 1991 : La Vie, l'Amour, les Vaches (City Slickers) : Cookie
- 1991 : Delusion (en) : Employé à la réception de l'hôtel
- 1992 : Amazing Stories: Book One (vidéo) : Blaze (segment The Wedding Ring)
- 1992 : Le Démon des armes (Guncrazy) : Elton
- 1993 : Cyborg 2: Glass Shadow (Cyborg 2) : Joker
- 1993 : Public Enemy #2 : Elton Spoole
- 1993 : Amos et Andrew (Amos & Andrew) : Bob le limier
- 1993 : Philadelphia : Libraire
- 1994 : Mona Must Die : Réparateur de télévision
- 1994 : Junior : Concierge
- 1995 : North Star : La Légende de Ken le Survivant (Fist of the North Star) : Paul McCarthy
- 1995 : Destiny Turns on the Radio : Pappy
- 1996 : Teddy & Philomina : Angel #85
- 1996 : The Size of Watermelons : Le vagabond
- 1996 : Independence Day : Area 51 Lab Technician
- 1996 : Un éléphant sur les bras (Larger Than Life) : Wee St. Francis
- 1996 : Matilda : Bill, agent du FBI
- 1996 : Entertaining Angels: The Dorothy Day Story : Joe Bennett
- 1996 : Amanda
- 1997 : Beautés sauvages (Wild America) : Leon, l'ouvrier agricole et voisin des Stouffer
- 1997 : Fugue (Drive) : Hedgehog
- 1997 : Le Collectionneur (Kiss the Girls) : Commis à la librairie
- 1997 : Le Damné (Playing God) : Jim
- 1998 : L'Enjeu (Desperate Measures) : Détenu médical
- 1998 : Beloved : Slave Catcher
- 1998 : Mon ami Joe (Mighty Joe Young) : Garde
- 1999 : Man on the Moon : Rédacteur en chef du National Enquirer
- 2000 : Blast : Zeke
- 2000 : Mais qui a tué Mona ? (Drowning Mona) : Clarence
- 2000 : Erin Brockovich, seule contre tous (Erin Brockovich) : Charles Embry
- 2000 : Façade : Jake
- 2001 : Vacances en enfer (Face Value) : Leon Gates
- 2001 : L'Homme d'Elysian Fields (The Man from Elysian Fields) : Bartender
- 2001 : How High : Prof. Wood, Prof. de Biologie de Silas
- 2002 : Impostor : Mr. Siegel
- 2002 : Mort à Smoochy (Death to Smoochy) : Ben Franks
- 2002 : Ted Bundy : Randy Myers
- 2003 : One Last Ride : Nicky
- 2003 : Masked and Anonymous : Desk Clerk
- 2003 : Manhood : Attorney
- 2003 : Un duplex pour trois (Duplex) : Client de la pharmacie
- 2004 : Un crime dans la tête (The Manchurian Candidate) : Night Clerk
- 2005 : Berkeley : Médecin du conseil d'administration
- 2006 : Relative Strangers : Toupee Salesman
- 2008 : Dark Reel de Josh Eisenstadt : Roy White
- 2010 : I Spit on Your Grave : Earl
- 2013 : Savannah d'Annette Haywood-Carter
- 2016 : 31 : Lucky Leo

### Télévision
- 1977 : Mad Bull (TV) : Coley Turner
- 1980 : High Noon, Part II: The Return of Will Kane (TV) : Harlan Tyler
- 1981 : Best of the West (série télévisée) : Frog Rothchild Jr.
- 1983 : Bill: On His Own (TV) : Kenny
- 1987 : Tueur du futur (Timestalkers) (TV) : Sam
- 1991 : Shock Invader (Not of This World) (TV) : Henry
- 1993 : Basic Values: Sex, Shock & Censorship in the 90's (TV) : Leonard Eels
- 1994 : Ride with the Wind (TV) : Francis
- 1994 : The Companion (TV) : Leo Mirita
- 1995 : Kidnappé (In the Line of Duty: Kidnapped) (TV) : Oliver Tracy
- 1995 : Buffalo Girls (TV) : Jim Ragg
- 1997 : Passion violée (Tell Me No Secrets) (TV) : Sean Ferguson
- 1997 : L'héritière (The Inheritance) (TV)
- 1997 : The Devil's Child (TV) : Ezra
- 2003 : Monster Makers (TV) : Morley Todd
- 2004 : The Trail to Hope Rose (TV) : Docteur
- 2005 : The Family Plan (TV) : Lou the Bug Man
- 2008 : Monk (Saison 7, épisode 9) (série télévisée) : Le professeur